# Geheebia tophacea
Geheebia tophacea là một loài rêu thuộc họ Pottiaceae. Loài này được Samuel Élisée von Bridel mô tả khoa học đầu tiên năm 1818.